# Notre-Dame des Vents
Notre-Dame des Vents es la iglesia de Port-aux-Français, en las islas Kerguelen, pertenecientes a las Tierras Australes y Antárticas Francesas, situadas en el océano Índico.

## Historia
Fue construida durante la segunda mitad del siglo XX y domina la base, sometida a los violentos vientos del Oeste. Su arquitectura es sobria y desnuda. Se trata de un pequeño edificio de cemento, de forma rectangular, blanco y de techo plano. Sus proporciones se encuentran basadas en el número aúreo. Pequeñas vidrieras rectangulares adornan la base del techo y delante de la entrada, una estructura de pilares de hormigón se encuentra coronada por una cruz. La iglesia alberga algunos servicios religiosos a lo largo del año con motivo de eventos importantes.
Una estatua de la Virgen con el Niño se encuentra situada entre la iglesia y la orilla del golfo de Morbihan.
Está considerada como la iglesia francesa más austral.

## Lien externe
- Fotos de la iglesia en una página personal (en francés)

- Datos: Q2744496
- Multimedia: Église Notre-Dame-du-Vent / Q2744496